# De grote puzzel
De grote puzzel is het 149ste stripverhaal van Jommeke. De reeks wordt getekend door striptekenaar Jef Nys.

## Verhaal
Annemieke en Rozemieke en een andere tweeling zijn uitgekozen door opdrachtgevers om binnen de 60 dagen vier stukken terug te vinden van een document. Wie als eerst de vier stukken van het document bezit, krijgt een fortuin.
Jommeke en Filiberke helpen de Miekes op zoektocht. Uiteindelijk kunnen ze een puzzelstuk vinden. De tocht naar het laatste puzzelstuk wordt aangevat. Wanneer het laatste puzzelstuk gevonden is, komt de andere tweeling, samen met een oom tevoorschijn. De vrienden worden gedwongen te zeggen waar de andere puzzelstukken zich bevinden. Doch, de slechteriken komen op drijfijs terecht en zitten vast. Jommeke en zijn vrienden kunnen net op tijd de slechteriken redden van de dood. Er volgt een vriendschap.
Later gaan Jommeke en zijn vrienden met de vier puzzelstukken naar de notaris. Ook de opdrachtgevers komen erbij. Ze krijgen een fortuin wanneer ze eenentwintig zijn geworden.
Tot slot wordt er nog een glas gedronken op de goede afloop.